# Поцелуй в темноте
«Поцелуй в темноте» (англ. A Kiss in the Dark) — американский немой комедийный фильм  режиссёра Фрэнка Таттла по сценарию Фредерика Лонсдейла и Таунсенда Мартина. В фильме снимались Адольф Менджу, Эйлин Прингл, Лилиан Рич, Кеннет Маккенна, Энн Пеннингтон, Китти Келли и Зеппо Маркс. Фильм вышел на экраны 6 апреля 1925 года.
Десятилетиями фильм считался утерянным, пока частный коллекционер не обнаружил две из шести катушек фильма.

## Сюжет
Фильм основан на пьесе Фредерика Лонсдейла 1923 года Aren't We All. Компания Paramount приобрела права на экранизацию, чтобы выпустить фильм с Адольфом Менджу в главной роли. Персонаж Менджу, Уолтер Гренхэм, оказался в Гаване с женой своего лучшего друга Джонни Кинга (Кеннет Маккенна), Бетти (Лилиан Рич). Но его больше интересует Джанет Лиивнгстон (Айлин Прингл), хотя Кинг и подозревает худшее и в отчаянье начинает ухаживать за хористкой (Китти Келли). После череды смешных ошибок и путаниц, история приходит к счастливой развязке.

## В ролях
- Адольф Менжу — Уолтер Гренхэм
- Эйлин Прингл — Джанет Ливингстон
- Лилиан Рич — Бетти Кинг
- Кеннет Маккенна — Джонни Кинг
- Энн Пеннингтон — танцовщица
- Китти Келли в — хористка
- Зеппо Маркс (указан как Герберт Маркс, роль неизвестна)

## Наследие
Фильм имеет историческую ценность, так как в нём принял участие Зеппо Маркс из комик-группы братьев Маркс. Он указан в титрах под настоящим именем — Герберт Маркс. Фильм стал единственным, в котором Зеппо снимался самостоятельно, без участия братьев. (Тремя месяцами ранее его старший брат Харпо также в одиночку дебютировал фильме схожим названием «Слишком много поцелуев»). На двух найденных катушках эпизод с участием Зеппо отсутствует, однако Роберт Моултон, исследователь творчества Марксов, обнаружил в газете штата Огайо рецензию 1925 года, в которой он упоминается: «...Герберт Маркс, один из братьев Маркс из труппы музыкальной комедии I'll Say She Is...». В газете New York Sun от 7 апреля 1925 года опубликована другая рецензия, автор которой хвалит актёрскую игру Зеппо: «Мисс Пеннингтон и мистер Маркс появляются ненадолго, но заставляют считаться с их вкладом [в фильм]».